# 숲속의 눈동자
숲속의 눈동자(The Watcher In The Woods)는 미국에서 제작된 존 허프 감독의 1980년 가족, 공포 영화이다. 베티 데이비스 등이 주연으로 출연하였고 톰 리취 등이 제작에 참여하였다.

## 줄거리
미국인 헬렌과 폴 커티스 부부와 그들의 딸 잰과 엘리는 잉글랜드 시골의 한 대저택으로 이사한다. 옆 게스트 하우스에 사는 저택의 주인 에일우드 부인은 잰이 30년 전 숲 속의 버려진 예배당 안에서 사라진 자신의 딸 카렌과 놀랍도록 닮았다는 것을 알아챈다.
잰은 거의 즉시 그 부동산에서 뭔가 특이한 점을 감지하고 숲에서 이상한 파란 불빛과 삼각형, 빛나는 물체를 보기 시작한다. 한 번은 거울 앞에서 눈을 가린 소녀의 환영을 본다. 가족이 정착한 지 얼마 되지 않아 엘리는 설명할 수 없이 "네락"이라고 이름 붙인 강아지를 사러 간다. 잰은 "네락"(카렌을 거꾸로 쓴 이름)이라는 이름의 반사를 본 후, 지역 여성 메리의 십대 아들 마이크 플레밍에게 에일우드 부인의 실종된 딸에 대한 미스터리에 대해 듣는다.
어느 날 오후, 네락이 숲으로 달려가고 엘리는 그 뒤를 쫓는다. 잰은 여동생이 마당에서 사라진 것을 깨닫고 숲으로 들어가 찾기 시작하고, 결국 연못에서 그녀를 찾아낸다. 물속에서 그녀는 파란색 빛의 원을 보고 섬광에 눈이 멀어 물에 빠진다. 거의 익사할 뻔하지만 에일우드 부인이 그녀를 구한다. 에일우드 부인은 잰과 엘리를 자신의 집으로 데려와 딸이 사라진 밤을 이야기해 준다.
나중에 마이크는 어머니가 카렌이 사라졌을 때 함께 있었다는 것을 알게 되지만, 어머니는 그의 질문을 회피한다. 한편, 잰은 그날 밤 그곳에 있었던 은둔적인 귀족 존 켈러에게 정보를 얻으려 하지만, 그는 그녀와 이야기하기를 거부한다. 집으로 돌아가는 길에 잰은 숲을 가로지르다가 지역 은둔자 톰 콜리를 만나는데, 그는 잰에게 자신도 카렌이 사라졌을 때 그곳에 있었다고 말한다. 그는 월식 밤에 열린 강령회 같은 입문식 동안 번개가 교회 종탑을 치면서 카렌이 사라졌다고 주장한다.
잰은 다가오는 일식 동안 그 의식을 재현하기로 결심하고, 그것이 카렌을 다시 데려올 것이라고 희망한다. 그녀는 메리, 톰, 존을 버려진 예배당에 모으고 의식을 반복하려 한다. 한편, 엘리는 앞마당에서 일식을 보다가 갑자기 트랜스 상태에 빠지고, 분명히 빙의되어 숲으로 들어간다. 예배당에서 의식은 강력한 바람에 의해 방해받아 창문이 깨지고 엘리가 나타난다. 자신의 목소리가 아닌 목소리로 그녀는 30년 전 우연한 교환이 일어났다고 설명하는데, 카렌이 다른 차원의 외계 존재와 자리를 바꿨다는 것이다. 그리하여 감시자는 그 이후로 숲을 괴롭혔고, 카렌은 시간 속에 정지된 채 남아 있었다.
감시자는 엘리의 몸을 떠나 "우정의 원"에 의해 힘을 얻는 빛의 기둥으로 나타난다. 그것은 잰을 삼키고 공중으로 들어 올리지만, 마이크가 개입하여 감시자가 사라지기 전에 그녀를 끌어당긴다. 동시에 일식이 끝나고 사라졌을 때와 같은 나이의 카렌이 다시 나타난다. 그녀는 에일우드 부인이 예배당으로 들어서자마자 눈가리개를 벗는다.

## 출연

### 주연
- 베티 데이비스
- 린홀리 존슨
- 카일 리처즈
- 캐럴 베이커
- 데이비드 매캘럼

### 조연
- 베너딕트 테일러
- 프랜시스 큐카
- 리처드 패스코
- 이언 배넌
- 엘러노어 서머필드
- 조지너 헤일

## 제작진
- 의상: 에머 포티어스
- 제작 보조: 휴 앳울

## 같이 보기
- 숲속괴담: 다크포레스트